# Adolphe de Milly

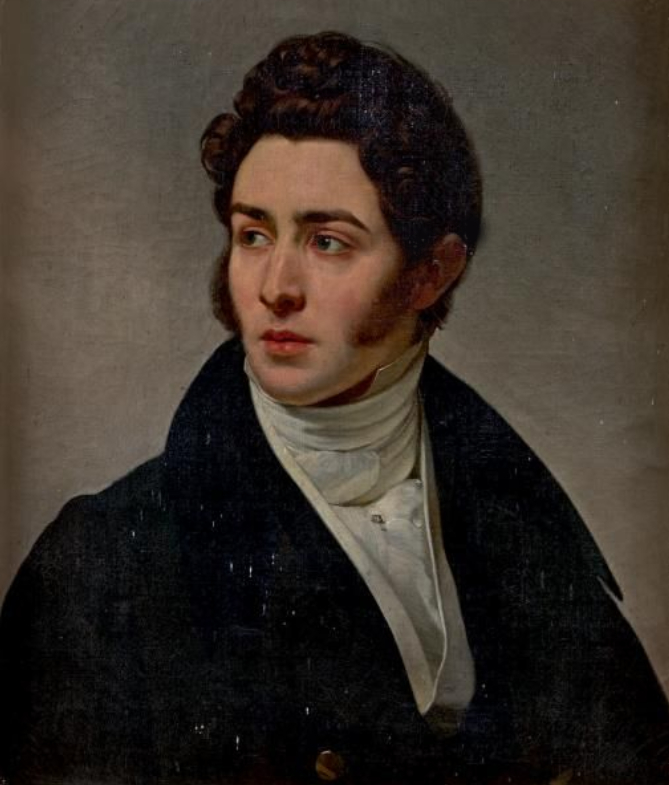
Adolphe de Milly (1826)

Louis Adolphe de Milly (* 20. August 1799 in Paris; † 18. April 1876 ebenda) war ein französischer Mediziner, Chemiker und Unternehmer, der sein Leben der Verbesserung eines im 19. Jahrhundert unverzichtbaren Haushaltsartikels widmete. Infolge der Julirevolution von 1830 seiner Stellung am Königshof beraubt, verlegte sich de Milly auf die Weiterentwicklung einer neuartigen Erfindung, der sauber und geruchsneutral brennenden Stearinkerze. Der entscheidende Durchbruch gelang ihm zusammen mit dem Arzt Adolphe Motard. Ihre Methode, die Verseifung des Kerzenrohstoffs Talg mit gelöschtem Kalk, ersetzte das für eine Serienfertigung zu kostspielige Verfahren ihrer Vorgänger. Ab 1834 wurden die minderwertigen, aber üblichen Talglichter endlich von Kerzen abgelöst, die weder tropften noch rußten – und anders als die edlen Kerzen aus Bienenwachs durchaus erschwinglich waren.
Neun auf Industrie- und Weltausstellungen verliehene Medaillen belegen de Millys Verdienste hinsichtlich stetig verbesserter und rentablerer Produktionsabläufe. Seine bougie de l’Étoile wurde zum Vorbild der gesamten Stearinkerzen-Branche. Ihrem Erfinder bescherte sie ein Vermögen.

## Leben
Louis Adolphe de Milly war das zweite Kind des Rechtsanwalts Louis Lézin (de) Milly de la Croix (1752–1804) und dessen Ehefrau Adrienne Douillon (1764–1837). Er hatte zwei Brüder, von denen der jüngere bereits im Kindesalter verstarb, und eine Halbschwester aus der zweiten Ehe seiner Mutter. Sein älterer Bruder Gustave arbeitete zeitweise mit ihm zusammen (s. u.). De Milly war zweimal verheiratet. Seine erste Frau Clémentine Victoire Levillain (1815–1839) verstarb kurze Zeit nach der Geburt des zweiten Kindes. Am 20. Januar 1840 heirateten er und Amélie Françoise Marie Gogot Bussy (1818–1897) und es folgten drei weitere gemeinsame Kinder.
Beruflich sah de Milly anfangs eine Laufbahn als Mediziner vor. Nach der Erlangung der Doktorwürde 1828 begann er jedoch – frisch zum Vicomte geadelt – 1829 eine Karriere als Gentilhomme (ordinaire) de la chambre (Kammerjunker) von König Karl X. Die Ereignisse während der Julirevolution von 1830 zwangen den 30-Jährigen zu einem erneuten Richtungswechsel. Dank Unterstützung des befreundeten Arztes Adolphe Motard mündete dies in die Beschäftigung mit der industriellen Herstellung von Fettsäuren. De Milly war bestrebt, der noch in den Kinderschuhen steckenden Produktion von Kerzen auf Stearinsäure-Basis zum Durchbruch zu verhelfen. Dafür gründete er gemeinsam mit Motard 1831 in der Nähe der Place de l’Étoile eine kleine Kerzenfabrik.
Die Erfolge blieben nicht aus: 1833 verlieh die Société d’Encouragement pour l’industrie nationale (Gesellschaft zur Förderung der nationalen Industrie) den beiden Erfindern der „bougies stéariques“ eine Silbermedaille. Die nach dem Standort der Kerzenfabrik benannten „bougies de l’Étoile“ (Sternkerzen) wurden auf der Industrieausstellung 1834 präsentiert und kamen im selben Jahr in den Handel. Erschwinglich wurden sie aber erst durch die Perfektionierung der Herstellungsverfahren und die Verwendung der überschüssigen Ölsäure zur Seifenherstellung.

## Unternehmen

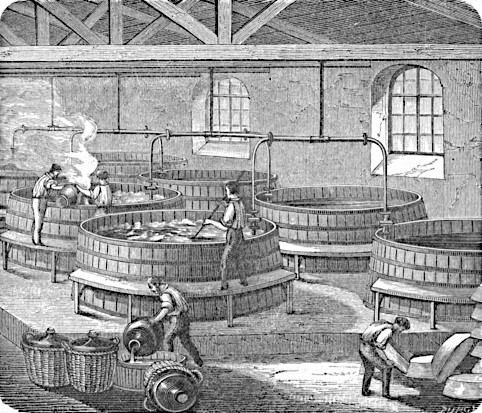
Industrielle Talg-Verseifung mit Kalk (vor 1886)

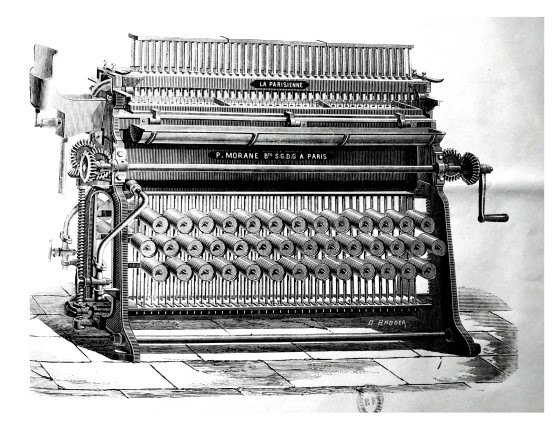
Von Paul Morane entwickelte Apparatur zum Kerzengießen (1856)

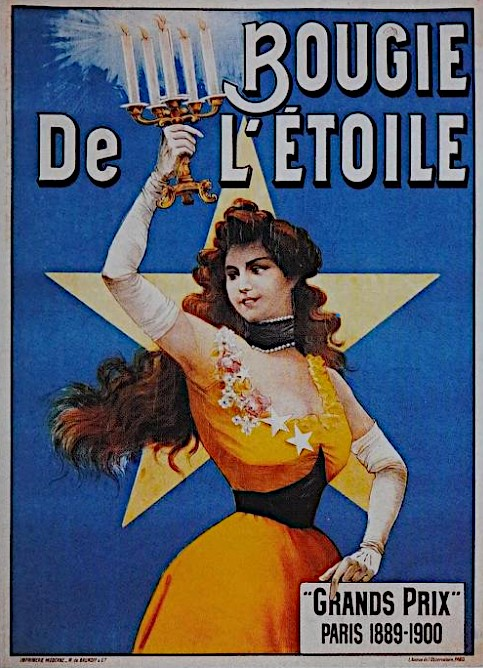
Bougie De l’Étoile, Werbeplakat (um 1900)

Den Grundstein zur Stearinkerzenproduktion legten Eugène Chevreul und Joseph Louis Gay-Lussac mit ihrem 1825 angemeldeten Patent. Die ersten Erzeugnisse waren jedoch enttäuschend und erforderten eine Reihe von Verbesserungen. De Milly ersetzte das Ätzsoda durch gelöschten Kalk und erreichte damit sowohl ein leichteres Abscheiden der Fettsäuren aus dem Rohstoff Talg als auch ein leichteres Trennen der unterschiedlichen Fettsäuren. Das Problem des verbleibenden Kalks in der Kerzenmasse löste er durch Tränkung des Dochts mit Borsäure. Um unerwünschte Hohlräume und die Kristallisation der Masse zu vermeiden, erfolgte das Gießen bei einer Temperatur knapp über ihrem Schmelzpunkt. Unter Verwendung des durch Jules Cambacérès verbesserten Kerzendochts war das Produkt nun für die Herstellung großer Stückzahlen bereit. Geeignete Apparaturen wurden rasch entwickelt, wie 1834 die Kerzengießmaschine des Mancunians Joseph Morgan.
1835 trennten sich die Wege der beiden Geschäftspartner. Motard gründete in Berlin das Unternehmen A. Motard & Co., de Milly verlegte die Produktion in die Rue de Rochechouart im Faubourg Montmartre. Es folgten weitere Verbesserungen, wie beispielsweise die Verwendung von Holzbottichen mit Bleieinsätzen. Zwischen den beiden Behältnissen befanden sich Bleiröhren, in denen zirkulierender Dampf die Rohmasse erhitzte. 1854 errichtete de Milly in der Ebene von Saint-Denis in der Region Île-de-France eine Fabrik auf einer Fläche von über zwei Hektar. Ein Jahr später entwickelte er ein Verfahren zur Verseifung von Fettstoffen mit Hilfe von 2 bis 3 Prozent Kalk in Autoklaven, die mit Dampf auf 8 bar erhitzt wurden, und ersetzte damit das alte Verfahren der Kalkverseifung. Dass ein gründliches Auswaschen mit Wasser die zum Entfernen der dunkel färbenden Schwefelsäurereste übliche Destillation ersetzen kann, machte der Unternehmer im Jahr 1867 publik.
Einer weit früheren Phase zuzuordnen sind die Übertragung der Direktion in Paris an den im Unternehmen tätigen Ingenieur Jean-Baptiste-Honoré Binet 1846 und die einem wachsenden Konkurrenzdruck geschuldete Einführung zweier günstigerer Kerzenprodukte. In einem Adressverzeichnis von 1847 finden sich nähere Informationen: Zum einen werden „MM. Binet et Cie“ als „Nachfolger von M. de Milly“ bezeichnet und die Verkaufsstellen der Erzeugnisse aufgeführt. Des Weiteren gratuliert der Verleger zum „Zugeständnis an die Anforderungen des Billigmarktes“, ohne den guten Ruf der Sternkerzen zu schädigen. Bei der Erweiterung der Produktpalette um die bougie du Dragon und bougie du Levant handele es sich um zwei Arten von Kerzen, „deren Preise und Qualität dem Niveau derer rivalisierender Fabriken entsprechen“. Bei Bällen und Abendveranstaltungen sei nach wie vor die bougie de l’Étoile vorzuziehen, da sie hohen Temperaturen standhalte, nicht auf die Einrichtung oder die Kleidung tropfe und keinen Geruch abgebe. Darüber hinaus sei sie unbegrenzt lagerfähig. Die verschiedenen Qualitäten wurden zu Paketpreisen von 2 Francs, 1,80 Francs und 1,65 Francs verkauft. Die kostengünstigeren Kerzen entstanden im Destillationsverfahren in der Fabrik in Saint-Denis, wo de Milly auch die Nebenprodukte Glycerin und Oleinsäure, den Grundstoff für die Sodaseife, gewann.
Die Fabrik in Saint-Denis besaß um 1878 „13 Generatoren mit 440 Pferdestärken, 3 Autoklaven, 8 Destillierapparate, 14 Vertikalpressen und 11 Horizontalpressen“. Die Produktion belief sich auf „4 Mio. Packungen“. 1898 erfolgte die Veräußerung an den „direktesten Konkurrenten“ in Marseille und die Integrierung in die „weltweit größte Kerzenfabrik“ L. Félix Fournier & Cie. Das Werbeplakat verweist auf die beiden auf den Pariser Weltausstellungen von 1889 und 1900 erhaltenen Grands Prix.

## Auszeichnungen

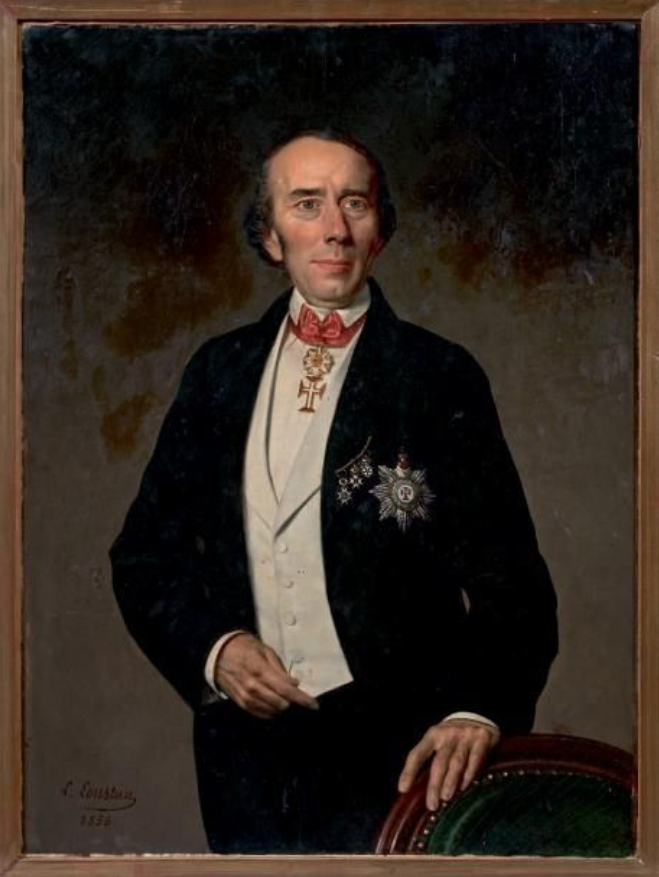
Adolphe de Milly (1856)

Der Gesamtkatalog der Weltausstellung Paris 1878 fasst das Verdienst des zwischenzeitlich verstorbenen Louis Adolphe de Milly zusammen und listet die erworbenen Medaillen und Ehrungen auf:
- Société d’Encouragement pour l’industrie nationale: Silbermedaille 1833; Goldmedaillen 1836 und 1860
- Exposition nationale des produits de l’industrie française: Silbermedaille 1834; Goldmedaillen 1839, 1844 und 1849
- Exposition universelle (Weltausstellung): Ratsmedaille 1851 in London und Goldmedaille 1855 in Paris; Mitglied der Internationalen Jury auf der Weltausstellung London 1862 und der Weltausstellung Paris 1867
- Verdienstorden und Ehrentitel: Officier de la Légion d’honneur, Commandeur de l’Ordre du Christ de Portugal, Commandeur de l’Ordre de Saint-Stanislas de Russie, Chevalier de l’Étoile Polaire de Suède, Chevalier de l’Ordre de Charles III d’Espagne

## Vermögen
Bei der 1838 vollzogenen Umwandlung des Unternehmens in eine Kommanditgesellschaft brachte de Milly etwa 400.000 Francs an Vermögenswerten ein, wovon 180.000 Francs auf die Gebäude und der Rest auf Material und Waren entfielen. Das Kapital wurde auf 1.000.000 Francs erhöht. Die Gewinne erlaubten bereits nach wenigen Monaten Dividenden und der Aktienkurs stieg schnell.
Am 7. November 1838 erwarb de Milly für 384.000 Francs das historische Stadtpalais Hôtel de Montmor in der Rue du Temple, das teilweise an das ehemalige Haus seiner Eltern angrenzte. Er nahm Reparaturen und Umbauten vor und vermietete es an kleine Unternehmer wie einen Goldschmied, einen Drucker, Graveure, Hutmacher und Modisten. 1852 bis 1869 beherbergte das Gebäude zudem eine Gemeindeschule für Jungen und später das Grand Café de la Nation. Seinen Wohnsitz behielt de Milly in dem ehemaligen Petit Hôtel de Charolais in der Rue Rochechouart bei. 1841 wurde sein Vermögen auf über 500.000 Francs geschätzt. (Zum Vergleich: Der Durchschnittslohn im Baugewerbe betrug 1842 ca. 0,4 Francs pro Stunde, der Jahresverdienst eines Arbeiters im Kohlenbergwerk lag 1844 bei 551 Francs.)
In den 1860er-Jahren ließ sich der Unternehmer in der Rue de Calais nahe der Place de Clichy ein Hôtel particulier errichten. Da er 1860 bis 1871 das Amt des Bürgermeisters von Boissettes bekleidete, ist sein Kauf des Château de Boissettes auf spätestens 1860 zu datieren. Einer 1872 durchgeführten Volkszählung zufolge bewohnten es M. und Mme. de Milly, ein Kammerdiener, eine Magd, ein Koch, ein Stallknecht, ein Kutscher mit Frau und Tochter sowie ein Gärtner und seine Frau. De Milly starb – noch immer in der Leitung seiner Fabrik – in seinem Haus in der Rue de Calais und wurde am 21. April 1876 auf dem Friedhof Père-Lachaise beigesetzt.

## Gustave de Milly

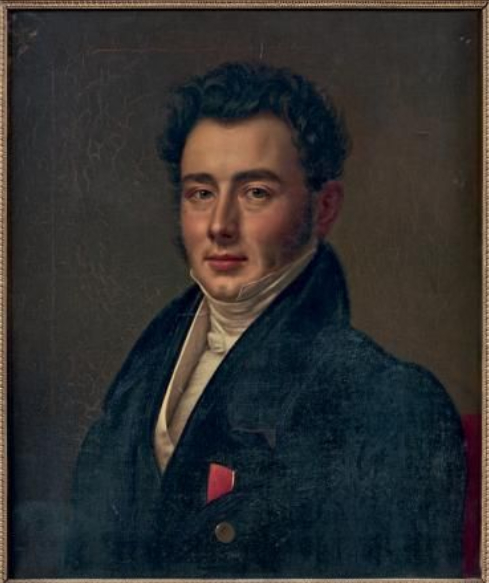
Gustave de Milly (1826)

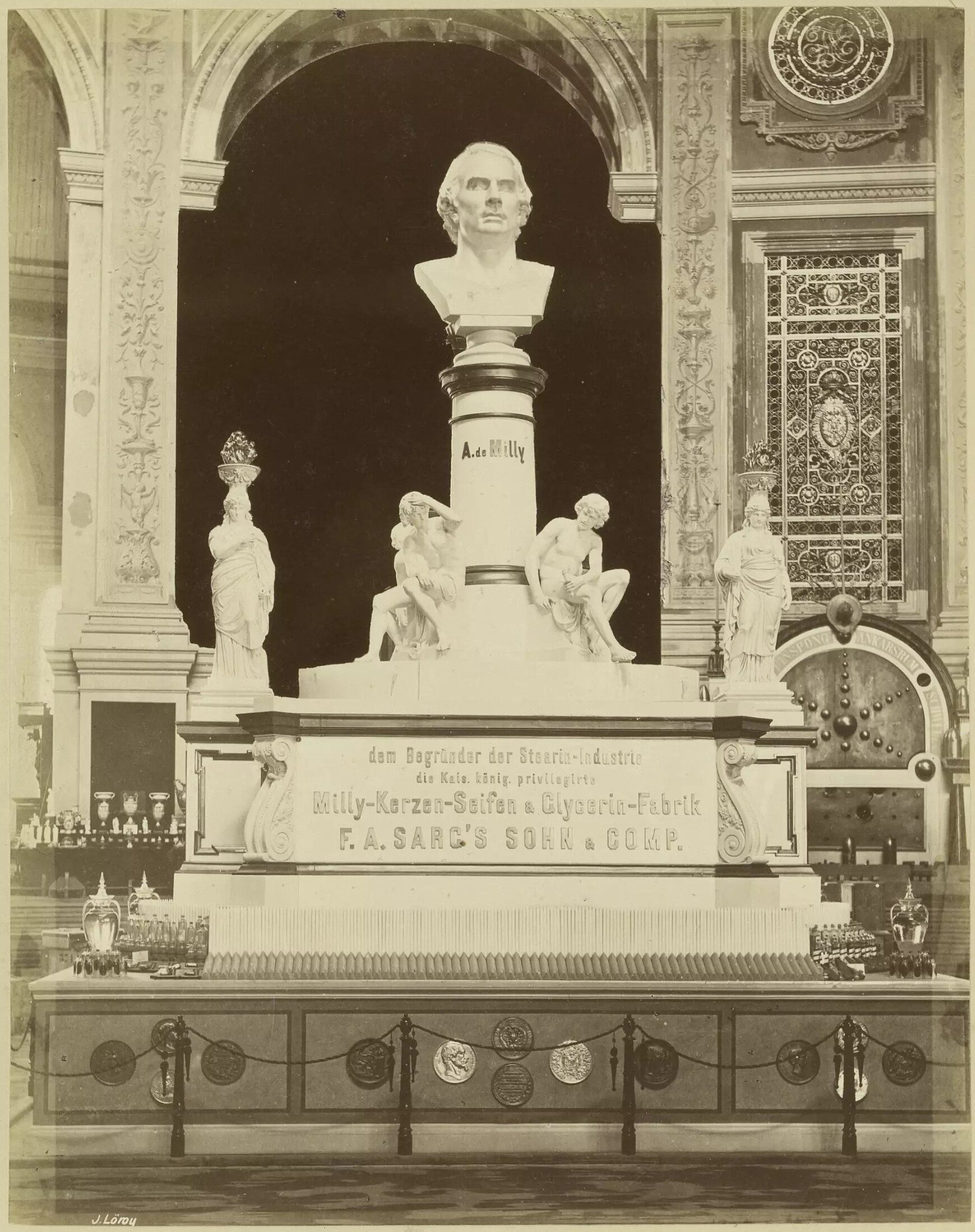
Büste des A. de Milly auf der Weltausstellung Wien 1873

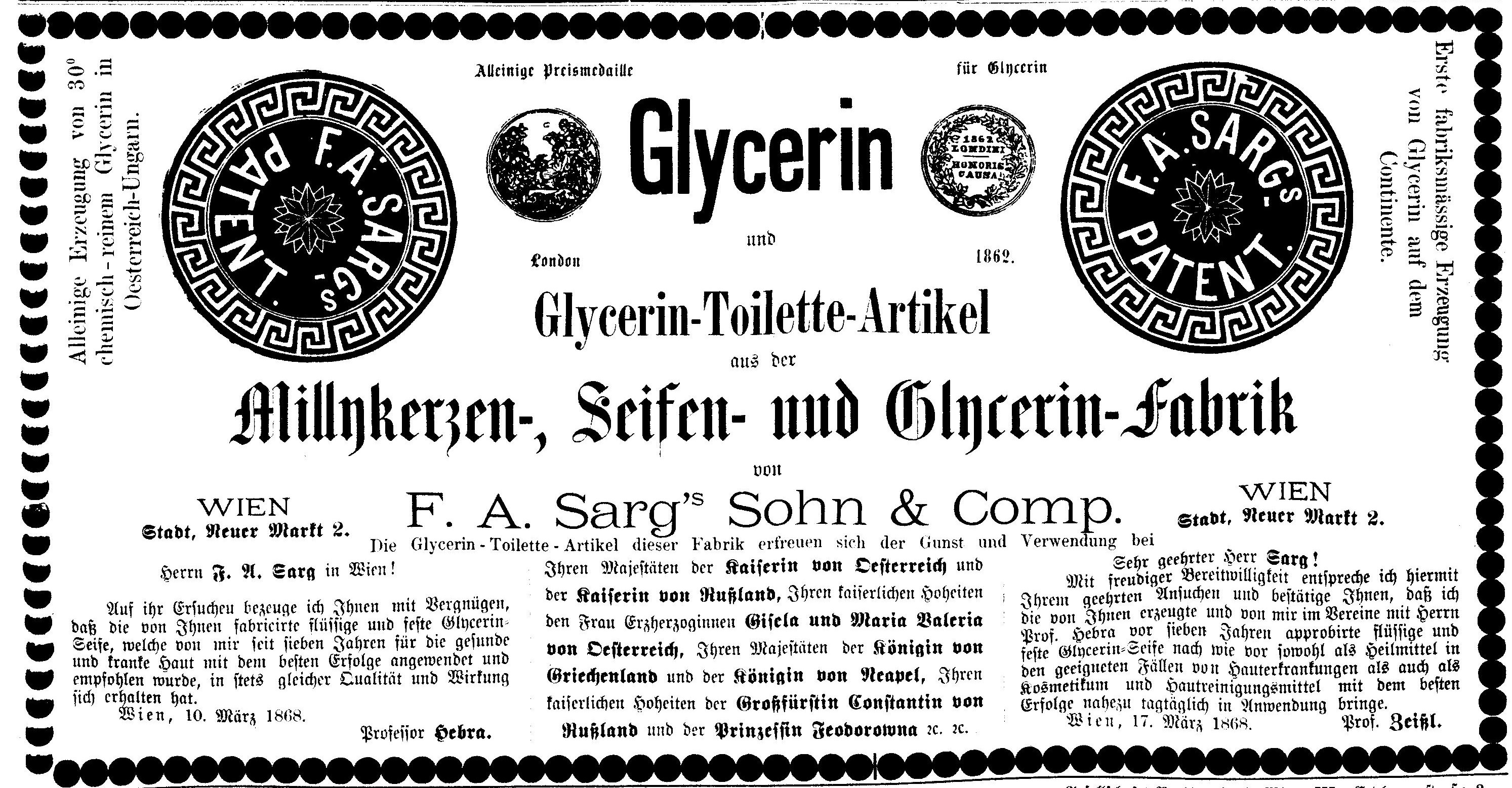
Inserat von F. A. Sarg’s Sohn & Comp. (1872)

Adrien Gustave de Milly (* 27. November 1795 in Paris; † 22. Juni 1879 in Canenx-et-Réaut) war der ältere Bruder von Louis Adolphe, von 1819 bis 1825 in Paris Makler der Handelsbehörde, ab 1837 Unternehmer und später Landwirt auf dem eigenen Gutshof. Während seiner Ehe mit Pauline Virginie Marie Henriette Landon (ca. 1797–1876) kam 1822 in Paris ein gemeinsamer Sohn zur Welt. Gustaves 1827 geborener Sohn aus einer außerehelichen Beziehung trug ebenfalls seinen Namen.
Eine frühe Zusammenarbeit der beiden Brüder wird in der Literatur angedeutet, jedoch nicht belegt. Dass Gustave bei seiner Patentanmeldung für eine „Bûche Calorifère“ 1829 denselben Wohnsitz angab, spricht zumindest für einen engen Kontakt. Die beiden Unternehmer werden in der Literatur gelegentlich verwechselt, was wahrscheinlich auf die damals übliche Abkürzung der Vornamen zurückzuführen ist. „A.“ stand für „Adolphe“, wird zuweilen aber als „Adrien“ gelesen. Befremdlich, aber eindeutig ist die Zuordnung der auf der Weltausstellung 1873 in Wien präsentierten „Büste des A. de Milly“. Sie trägt die Züge des jüngeren Bruders. Die „Milly-Kerzen-Seifen & Glycerin-Fabrik F. A. Sarg’s Sohn & Co.“ widmete sie also nicht ihrem Firmengründer, sondern „dem Begründer der Stearin-Industrie“ Adolphe de Milly. Für die Behauptung in einer Festschrift für Kaiser Franz Joseph I. von 1898, beide Brüder hätten die k.k. Milly-Kerzen-Fabriksgesellschaft G. de Milly in der Vorstadt Wieden gemeinsam errichtet, gibt es keinen Nachweis. Als gesichert gilt dagegen die Unterstützung Adolphs beim Vorhaben Gustaves, die neue Erfindung im Ausland zu vermarkten.
Auf der Grundlage seiner im Mai 1837 eingereichten „Beschreibung einer neuen Erfindung von Kerzen, welche von dem Erfinder nach seinem Namen ‚Milly Kerzen‘ genannt werden“, sowie der im Mai 1839 eingereichten Beschreibung einer neuen Seife auf Ölsäure-Basis konnte die Milly-Kerzen-Fabriks-Gesellschaft am 16. Dezember 1839 gegründet und die Fabrikation in der Kerzenfabrik in Wieden aufgenommen werden.
Zeitgleich sah sich der Entrepreneur einer erstarkenden Konkurrenz ausgesetzt. Die Erste österreichische Seifensieder-Gewerks-Gesellschaft war gerade dabei, eine Kerzenfabrik im ehemaligen Apollosaal in der Vorstadt Schottenfeld einzurichten; ab 1846 folgte die Erweiterung ihrer Produktionsstätten für „Apollo-Kerzen und -Seifen“. Das „Satyrische Bild No. 94“ des Wiener Zeichners Anton Elfinger, genannt Cajetan, zeigt die personifizierten Stearinkerzen „Apollo“ und „Milli“ einträchtig vereint. Sie triumphieren 1847 über die ausgedienten Kerzen aus „Wachs“ und „Unschlitt“ (Talg).
Gustave de Milly zog sich wahrscheinlich relativ früh aus dem Geschäft zurück. In einem kurz vor der Inbetriebnahme des neuen Werks in Liesing veröffentlichten Firmenverzeichnis wird er nicht als Direktor geführt. 1858 gelangte die Fabrik in andere Hände. Der neue Eigentümer, die Firma F. A. Sarg’s Sohn & Co., behielt den Markennamen „Milly“ bei.
1844 hatte der Unternehmer in den Landes das Schloss Canenx gekauft und gliederte diesem nach und nach etwa 2000 Hektar Land mit 32 Pachthöfen an. Seine Bezeichnung als „Landwirt“ (agriculteur) entsprach nach damaligem Verständnis einem großen, oft adligen Landbesitzer, der den Betrieb leitete. Anfang der 1860er-Jahre war Gustave de Milly Bürgermeister von Canenx-et-Réaut, sicherlich der einflussreichste Prominente des Ortes und einer der Hauptarbeitgeber. Eine Silbermedaille auf dem Landwirtschaftswettbewerb in Dax ehrte seinen Beweis, dass der zur Seidenraupenzucht geeignete Götterbaum selbst auf ausgelaugten Böden gedeiht.